# Clemens Klopfenstein
Clemens Klopfenstein, né le 19 octobre 1944 à Täuffelen, est un réalisateur, scénariste, chef opérateur, monteur et producteur de cinéma ainsi que romancier suisse.
Il est considéré comme le précurseur du « cinéma copain », c'est-à-dire du tournage avec un budget minimal et une équipe caractérisée par des relations amicales et collégiales, ainsi que comme la figure paternelle du cinéma d'auteur de Suisse alémanique.

## Biographie
Il est le fils du juriste Albert Klopfenstein et de son épouse Dora, née Kaenel. Klopfenstein fait déjà ses premières expériences cinématographiques pendant l'école secondaire à Bienne, qu'il termine en 1963 avec la maturité. Il a ensuite travaillé comme laborantin, correcteur et journaliste et a étudié à l'école des arts et métiers de Bâle (Kunstgewerbeschule Basel). De 1962 à 1965, il réalise quelques courts métrages et fonde avec Urs Aebersold et Phillip Schaad la groupe de travail sur le cinéma AKS. Après avoir obtenu son diplôme de professeur de design en 1967, il a été élève dans la classe de cinéma du Musée du design de Zurich sous la direction de Kurt Früh (de). Son film de fin d'études, Nach Rio (1968), décrit la fuite de gangsters suisses.[réf. nécessaire]
De 1968 à 1970, Klopfenstein est chef opérateur sur des films d'étudiants des écoles de cinéma de Zurich et de Munich. Il s'est ensuite tourné vers la peinture et a illustré le roman Manuscrit trouvé à Saragosse de Jan Potocki. Il a poursuivi son travail photographique Paese sera avec des prises de vue cinématographiques qui ont finalement abouti[réf. nécessaire] au film de montage documentaire Histoires de la nuit (de). Avec L'Appel de la sybille, qui raconte un voyage à travers les hautes terres italiennes, il s'est approché du domaine de la fiction. Dans Macao ou l'envers de la mer, l'ici et l'ailleurs se confondent lors d'un voyage à travers les continents. Dans Das vergessene Tal (litt. « La vallée oubliée »), un jeune Suisse découvre une vallée inconnue avec un groupe de réfugiés de la Seconde Guerre mondiale.
Son film Le Silence des hommes (de), dans lequel deux alter ego discutent du sens de la vie lors d'un tour du monde, a été récompensé par le Prix du cinéma bernois (de) en 1997 et par le Prix du cinéma suisse en 1998. WerAngstWolf (Wer hat Angst vor dem umbrischen Wolf)  montre le voyage en autocar d'un groupe d'acteurs de plus en plus inquiets à travers les paysages irréels de l'Ombrie, dans le pressentiment angoissé d'un possible danger de mort généré par le travail de la caméra.
En automne 2009, le Filmmuseum de Munich a consacré à Klopfenstein une vaste rétrospective de dix-huit de ses films, dont The It.Aliens, la dernière œuvre réalisée en collaboration avec son fils Lukas, qui a été présentée en septembre à la Mostra de Venise. En janvier 2023, le Werkstattkino (de) de Munich a consacré au Suisse une rétrospective de son œuvre, combinée à une sélection de films de sa vie, ceux qui lui tiennent particulièrement à cœur et/ou qui ont marqué son œuvre (Kurt Früh, Jean-Luc Godard, Cyril Schäublin, Tizian Büchi et Carmen Stadler). Pour la période du 12 au 18 janvier, le guide du « Cinéma Copain » s'est engagé à être présent à toutes les projections, à introduire les films et à répondre aux questions du public,.

## Filmographie

### Réalisateur
- 1979 : Histoires de la nuit (de) (Geschichte der Nacht)
- 1982 : E nachtlang Füürland / « Eine nachtlang Feuerland »
- 1982 : Transes – Reiter auf dem toten Pferd
- 1983 : Das Schlesische Tor
- 1984 : L'Appel de la sybille (Der Ruf der Sibylla)
- 1988 : Macao ou l'envers des eaux (de) (Macao oder die Rückseite des Meeres)
- 1990 : City Life
- 1991 : Das vergessene Tal (TV)
- 1992 : Füürland 2
- 1994 : Die Gemmi – ein Übergang
- 1997 : Le Silence des hommes (de) (Das Schweigen der Männer)
- 1999 : Tatort : Alp-Traum (série télévisée, 1 épisode)
- 2000 : WerAngstWolf
- 2005 : Le Sermon aux oiseaux (Die Vogelpredigt oder Das Schreien der Mönche)
- 2018 : Das Ächzen der Asche
- 2022 : La luce romana vista da Ferraniacolor – film monté et sonorisé de 1974, sorti en 2021[6]
- 2024 : Cinéma bruciato

### Scénariste
- 1973 : Die Fabrikanten
- 1979 : Histoires de la nuit (de) (Geschichte der Nacht)
- 1982 : E nachtlang Füürland / « Eine nachtlang Feuerland »
- 1984 : L'Appel de la sybille (Der Ruf der Sibylla)
- 1988 : Macao ou l'envers des eaux (de) (Macao oder die Rückseite des Meeres)
- 1991 : Das vergessene Tal (TV)
- 1992 : Füürland 2
- 1994 : Die Gemmi – ein Übergang
- 1997 : Le Silence des hommes (de) (Das Schweigen der Männer)
- 1999 : Tatort : Alp-Traum (série télévisée, 1 épisode)
- 2000 : WerAngstWolf
- 2005 : Le Sermon aux oiseaux (Die Vogelpredigt oder Das Schreien der Mönche)
- 2018 : Das Ächzen der Asche
- 2022 : La luce romana vista da Ferraniacolor
- 2024 : Cinéma bruciato

### Chef opérateur
- 1973 : Die Fabrikanten
- 1979 : Histoires de la nuit (de) (Geschichte der Nacht)
- 1981 : La Route du guerrier (de) (Reisender Krieger) de Christian Schocher (TV)
- 1982 : E nachtlang Füürland / « Eine nachtlang Feuerland »
- 1984 : L'Appel de la sybille (Der Ruf der Sibylla)
- 1988 : Macao ou l'envers des eaux (de) (Macao oder die Rückseite des Meeres)
- 1992 : Füürland 2
- 1994 : Die Gemmi – ein Übergang
- 1997 : Le Silence des hommes (de) (Das Schweigen der Männer)
- 2000 : WerAngstWolf
- 2005 : Le Sermon aux oiseaux (Die Vogelpredigt oder Das Schreien der Mönche)
- 2018 : Das Ächzen der Asche
- 2022 : La luce romana vista da Ferraniacolor
- 2024 : Cinéma bruciato

### Monteur
- 1979 : Histoires de la nuit (de) (Geschichte der Nacht)
- 1982 : E nachtlang Füürland / « Eine nachtlang Feuerland »
- 1992 : Füürland 2
- 1997 : Le Silence des hommes (de) (Das Schweigen der Männer)

### Producteur
- 1982 : Transes – Reiter auf dem toten Pferd
- 1984 : L'Appel de la sybille (Der Ruf der Sibylla)
- 1992 : Füürland 2
- 1997 : Le Silence des hommes (de) (Das Schweigen der Männer)
- 2024 : Cinéma bruciato

## Discographie
- 2001 : Tod Trauer Trapani (CD, un film pour les oreilles, avec Ben Jeger)

## Publications
- avec Marcus P. Nester : Die Migros-Erpressung. roman policier. Zytglogge, Gümligen 1978. (Rowohlt, Reinbek 1980),  (ISBN 3-499-42523-8)
- Die Leichtigkeit des Schweins. Roman. Spiegelberg, Zürich 2009.
  - Nouvelle édition : Schwein gehabt und das böse Ende. Roman de l'Ombrie. Spiegelberg, Zürich 2011,  (ISBN 978-3-939043-29-4).
- Als ich meine Filme stahl. Notes. Spiegelberg, Zürich 2016,  (ISBN 978-3-939043-25-6).